# Marcel Schouten
Marcel Schouten (* 27. Juni 1992 in Eindhoven) ist ein niederländischer Freistilschwimmer, spezialisiert auf die Freiwasserstrecken. Er wurde 2014 Europameister und 2015 Weltmeisterschaftsdritter mit dem holländischen 5-km-Team.
Bei den Schwimmeuropameisterschaften 2014 siegte er auf der Regattastrecke Berlin-Grünau zusammen mit dem auf den Tag gleich alten Ferry Weertman und Sharon van Rouwendaal in 55:47,8 min vor Griechenland (Spyridon Gianniotis, Antonios Fokaidis, Kalliopi Araouzou; 56:05,5) und Deutschland (Rob Muffels, Thomas Lurz, Isabelle Härle; 56:14,8).
Die Schwimmweltmeisterschaften 2015 auf der Kasanka im russischen Kasan sahen die Holländer in der gleichen Besetzung auf dem Bronzemedaillenrang in 55:31,2 min hinter dem deutschen Team (55:14,4), bei dem Christian Reichert den mittlerweile zurückgetretenen Rekordweltmeister Lurz ersetzt hatte, und den zeitgleichen Brasilianern in der Besetzung Allan do Carmo, Diogo Villarinho und Ana Marcela Cunha (55:31,2).